# Bèta-sheet

Voorstelling van antiparallel gebonden β-sheet strengen. R staat voor de zijketen van het aminozuur.

Een β-sheet of β-plaat is een secundair structuurmotief in eiwitten dat zorgt voor een lokale, plaatvormige ruimtelijke structuur. De NH-groepen in aminozuren in de ene streng vormen waterstofbruggen met nabijgelegen CO-groepen in de andere streng. Verandering van richting gebeurt in de haarspeldbochtdomeinen.
Een β-sheet bestaat altijd uit twee of meer strengen (β-strengen) die zijdelings naast elkaar liggen. Een β-streng is een gedeelte van de polypeptideketen, meestal drie tot tien aminozuren lang met een ruggengraat in een verlengde conformatie. De β-strengen kunnen in tegengestelde richting zijn uitgelijnd (antiparallel), of in dezelfde richting (parallel). Dit hangt af van de manier waarop waterstofbruggen worden gevormd tussen de peptidebindingen.
Supramoleculaire associaties van β-plaatstructuren zijn in de belangstelling gekomen door hun rol in de ontwikkeling van een aantal menselijke aandoeningen, waaronder de ziekte van Alzheimer.

## Geschiedenis
Aan het eind van de dertiger en begin veertiger jaren van de twintigste eeuw onderzochten de Amerikanen Linus Pauling, Robert Corey kristalstructuren van aminozuren met röntgenstralen en op Paulings voorspelling van de vlakke peptidebinding. Ze stelden vast dat bepaalde ruimtelijke eigenschappen zich regelmatig herhaalden. Ze noemden die de α-helix en β-sheet. Ze stellen de meest voorkomende secundaire structuren voor. De β in „β-sheet“ heeft geen wetenschappelijke betekenis en geeft alleen aan dat de β-sheet na de  α-helix gevonden werd. De naam sheet is afgeleid van de driedimensionale structuur van de β-sheet, die lijkt op een „zigzag“ gevouwen blad papier.

## Structuur
De β-sheets zijn door hun zijketens niet vlak maar lijken op de blaasbalg van een trekharmonica (Engels: pleated). De polypeptideketens van een vouwblad worden β-strengen genoemd. Deze strengen kunnen op verschillende manieren met elkaar verbonden zijn:
- Antiparallel: De strengen lopen in tegenovergestelde richting. De CO- en NH-groepen van de ene streng zijn door waterstofbruggen met de NH- en CO-groepen van de andere streng verbonden.
- Parallel: De strengen lopen in dezelfde richting, waardoor de afzonderlijke atomen parallel geordend zijn. De NH-groepen van de ene streng zijn door waterstofbruggen met de CO-groepen van de andere streng verbonden. De NH-groep heeft echter een waterstofbrug met de CO-groep, die twee resten verder ligt dan de tegenoverliggende CO-groep. Hierdoor is elk aminozuur van de ene streng verbonden met twee aminozuren van de andere streng met uitzondering van de aminozuren aan de einden.
- Mengsel van beiden.

##### Antiparallel
Bij antiparallelle strengen ligt de N-terminus van de ene streng tegenover de C-terminus van de andere streng. Dit geeft de grootste stabiliteit tussen deze strengen, omdat de waterstofbruggen hier vlak, de voorkeur oriëntatie van de waterstofbruggen, liggen. De aminozuur dihedrale hoeken (φ, ψ) van de "ruggengraat" zijn ongeveer (–140°, 135°) bij de antiparallelle strengen. In dit geval, waarbij twee atomen {\displaystyle \mathrm {C_{i}^{\alpha }} } en {\displaystyle \mathrm {C_{j}^{\alpha }} } naast elkaar liggen in de door waterstofbruggen verbonden strengen, vormen ze een gemeenschappelijke "ruggengraat" naar elkaars flankerende aminozuren. Dit staat bekend als een close pair van waterstofbruggen.

##### Parallel
Bij parallelle strengen liggen de N-terminussen in dezelfde richting. Deze ligging is iets minder stabiel dan bij de antiparallelle ligging, omdat de waterstofbruggen niet vlak liggen. De dihedrale hoeken (φ, ψ) zijn ongeveer (–120°, 115°) bij parallel liggende strengen.